# Greece International 2016
Die Greece International 2016 im Badminton (auch Hellas International 2016 genannt) fanden vom 30. Juni bis zum 3. Juli 2016 in Sidirokastro statt.

## Sieger und Platzierte
| Disziplin    | Gold                             | Silber                         | Bronze                                       |
| ------------ | -------------------------------- | ------------------------------ | -------------------------------------------- |
| Herreneinzel | Ivan Rusev                       | Kim Bruun                      | Adam Mendrek                                 |
| Herreneinzel | Ivan Rusev                       | Kim Bruun                      | Daniel Nikolov                               |
| Dameneinzel  | Mariya Mitsova                   | Olivia Meunier                 | Aimee Moran                                  |
| Dameneinzel  | Mariya Mitsova                   | Olivia Meunier                 | Krestina Silich                              |
| Herrendoppel | Daniel Nikolov Ivan Rusev        | Peyo Boichinov Philip Shishov  | George Galvas Panagiotis Skarlatos           |
| Herrendoppel | Daniel Nikolov Ivan Rusev        | Peyo Boichinov Philip Shishov  | Serdar Koca Emre Lale                        |
| Damendoppel  | Mariya Mitsova Petya Nedelcheva  | Annabella Jaeger Vanessa Seele | Aristea Apostolidou Eirini Goygleri          |
| Damendoppel  | Mariya Mitsova Petya Nedelcheva  | Annabella Jaeger Vanessa Seele | Gergana Baramova Silviya Chapkanova - Bozeva |
| Mixed        | Lilian Mihaylov Petya Nedelcheva | Maciej Ociepa Karolina Gajos   | Shai Geffen Silviya Chapkanova - Bozeva      |
| Mixed        | Lilian Mihaylov Petya Nedelcheva | Maciej Ociepa Karolina Gajos   | Serdar Koca Emine Demirtas                   |